# Централноякутска низина
Централнояку̀тската низина или Централноякутска равнина, Вилюйска низина (на руски: Центральноякутская низменность, Центральноякутская равнина, Вилюйская низменность) е обширна низина в Източен Сибир, в централната част на Република Якутия в Русия.
Простира се по средното и частично по долното течение на река Лена и долните течения на притоците ѝ Вилюй и Алдан. На юг и югозапад плавно се повишава съответно към Приленското плато и Средносибирското плато, на запад и север границата ѝ преминава по вододела между басейните на реките Лена и Оленьок, а на североизток и изток достига до подножието на Верхоянските планини.
Централноякутската низина представлява плоска, силно заблатена равнина с множество термокарстови езера, силно разчленена от стотици речни долини. Височината ѝ в пределите на низинната терасовидна равнина е от 60 до 200 m, а в периферните ѝ части – до 300 – 400 m.
В геоложко отношение низината е привързана към източните, най-ниски части ва Вилюйската синеклиза. Релефът ѝ се е формирал от флувиалните процеси, интензивността на които се е определяла от бавните и слаби по амплитуда колебателни движения. Преобладаващите лесно разрушими наслаги обуславят образуването на слабо наклонените форми на релефа. Повсеместно е разпространена вечно замръзналата почва, с характерните „аласи“ (термокарстови котловини) и „булгуняхи“ (ниски могилоподобни височини). На северозапад, особено по долината на река Лена са характерни еоловите форми на релефа, т.нар. „тукулани“.
Климатът е суров, рязко континентален. Средната януарска температура е –45 °C, а средната юлска – 17 °C. Годишната сума на валежите достига до 300 mm, като 70 – 80% от тях падат през топлия период. Основните реки в низината са Лена с притоците си Вилюй, Алдан, Линде и техните многобройни притоци. За реките в низината са характерни пролетното пълноводие и летните епизодични прииждания в резултат на поройни дъждове. Всички реки замръзват през зимата, като някои по-малки замръзват до дъно. Най-разпространени почви са тези развити под тайгата и ливадно-черноземните, а по ниските речни тераси широко разпространение имат солончаците и стълбчатите солонци. Голяма част от низината е покрита с лиственична тайга с участъци от бразови гори и ливадни степи.

## Национален атлас на Русия
- Източен Сибир[2]